# هاشبا يوسكي
هاشِبا يوسكي (باليابانية: 羽柴 雄輔، ولد في 22 يونيو 1851 - وتوفي في 5 ديسمبر 1921) كان عالم آثار ومؤرخ وعالم أنثروبولوجيا ياباني. كان خبيرًا بالساموراي من فترة إيدو، وكان أيضًا على دراية بالفلكلور الياباني بشكل خاص، حيث استشهد به في العديد من الأعمال المنشورة. ومنذ ثمانينيات القرن التاسع عشر كان منخرطًا بشكل كبير في جمعية الأنثروبولوجيا في طوكيو، حيث نشر عددًا من الأعمال، وكان أحد مؤسسي جمعية الأنثروبولوجيا (Ou) في نوفمبر 1890.